# Christian Kuß
Christian Kuß (* 30. Oktober 1769 in Sønderborg; † 18. Dezember 1853 in Bad Segeberg) war ein deutscher Autor, Prediger und Geschichtsforscher. 

## Leben
Kuss studierte Theologie an der Christian-Albrechts-Universität zu Kiel und bestand das theologische Amtsexamen im Jahre 1793. Danach war er Rektor an einer Privatschule in Glücksburg und wurde 1800 Katechet in Reinbek. 1809 wurde Kuß Diaconus in Kellinghusen und erhielt 1833 ehrenhalber den Dr. phil. an der Kieler Universität. 1839 wurde er als Pastor emeritiert und lebte eine Zeit lang in Glücksburg, zuletzt in Segeberg, wo er im Alter von 84 Jahren starb.
Im Jahr 1817 trat Kuss erstmals als Schriftsteller auf mit einem Grundriß einer Naturbeschreibung der Herzogthümer Schleswig und Holstein. Dann folgte Versuch einer ausführlichen Naturbeschreibung, 1819, 3 Hefte, wovon das erste 1820 eine zweite Auflage erlebte.
Diese Beschäftigung führte ihn zu historischen Forschungen, und er lieferte seitdem eine große Reihe Beiträge zur Provinzialgeschichte. So erschienen Kleine Beiträge zur Kunde der schleswig-holsteinischen Vorzeit in den Provinzial-Berichten Schleswig-Holstein (1821, 1822 und 1823) sowie Beiträge zur Alterthumskunde (1824).
Es folgten:
- Antiquarische Notizen (Staatsbuch Magteburg 1824)
- Antiquarische Kleinigkeiten daselbst  (1827, 1828 und 1829)
- Miscellen  (1833, 1834, 1835 und 1836)
- Neue Miscellen (Neue Staatsb. Mag. 1838–41)
- Buntes aus der schleswig-holsteinischen Geschichte (Neue Prov.-Ber. 1833)
- Kleine Forschungen aus dem Gebiet der schleswig-holsteinischen Specialgeschichte (Falk’s Archiv, 1842)

Außerdem lieferte er reiche Beiträge zur Topographie und namentlich zur einheimischen Kirchengeschichte, unter anderem die Geschichte aller vormaligen Klöster und Abhandlungen zur Geschichte des Erzbistums Hamburg-Bremen.
Später verfasste er auch das vielbeachtete Jahrbuch denkwürdiger Naturereignisse in den Herzogthümern Schleswig und Holstein vom 11. bis 19. Jahrhundert (1825/26, 2 Bde.) und den Aufsatz: Die Stadt Segeberg in der Vorzeit (Falk’s Archiv) von dem der Band V auch separat gedruckt wurden (1845), sowie Die fünf Statthalter aus dem Hause Rantzau-Breitenburg (Schleswig-Holstein-Lauenburgische Provinzialber. 1833). 
Die Geschichte der Elbherzogtümer wurde durch seine kritischen Studien in vielen Teilen sehr wesentlich gefördert und verdiente später besondere Beachtung.
Seine Tochter Johanna wurde besonders bekannt durch ihr Buch: Die holsteinische Küche oder Anleitung zur Führung des Hausstandes in einer Anzahl auf Erfahrung begründeter bewährter Anweisungen, das weit verbreitet war und wovon im Jahr 1876 die 10. Auflage erschien.